# Max Honsell

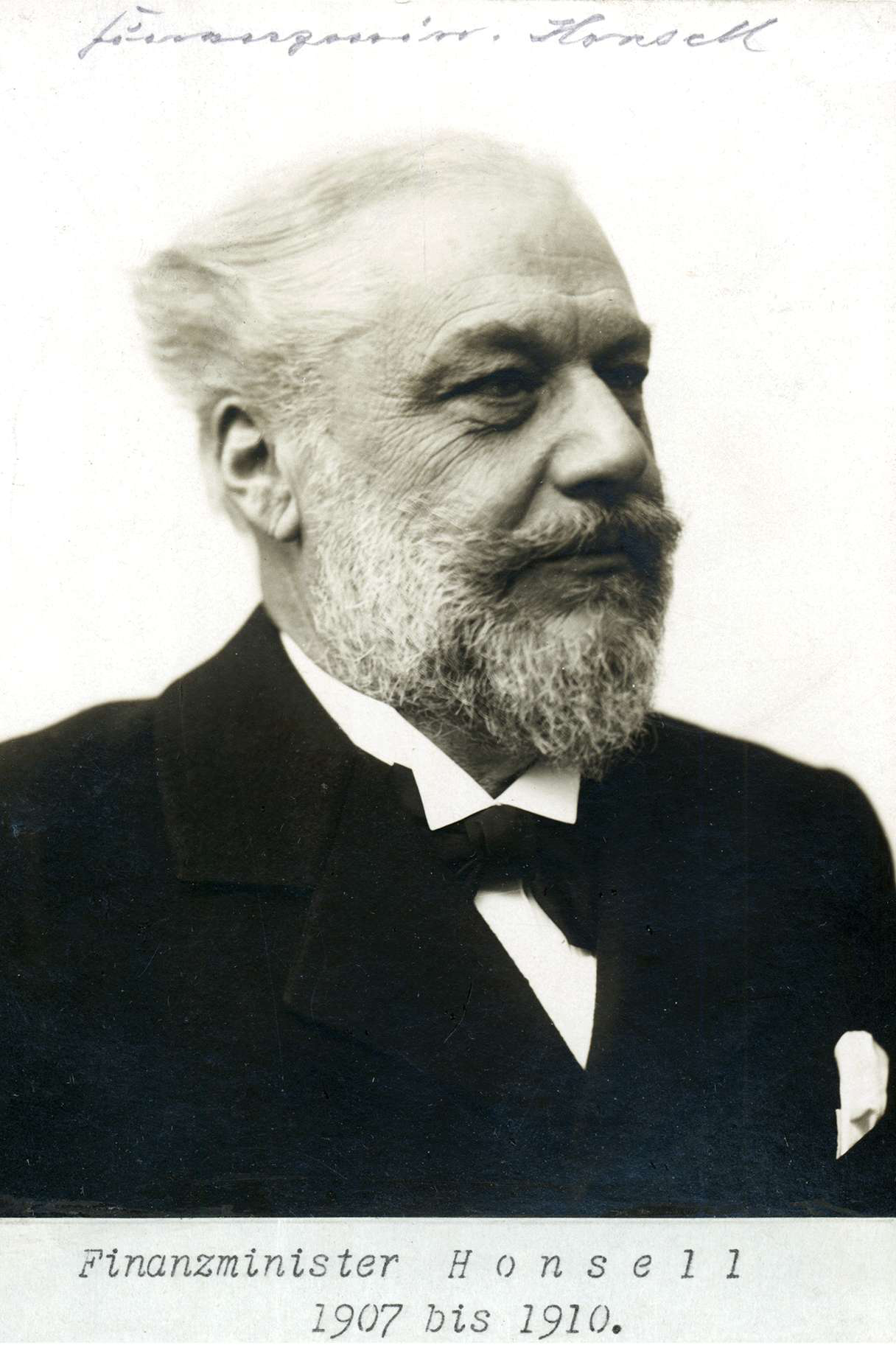
Max Honsell, badischer Finanzminister 1906–1910

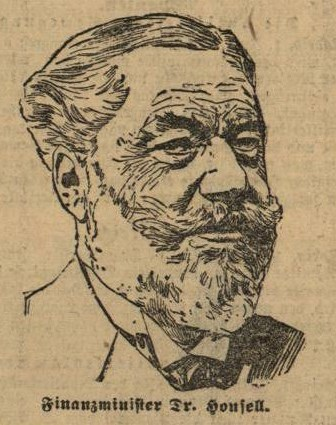
Max Honsell, Aus dem Nachruf der Badischen Presse vom 2. Juli 1910

Max Honsell (* 10. November 1843 in Konstanz; † 1. Juli 1910 in Karlsruhe) war ein deutscher Wasserbauingenieur, Hochschullehrer an der Technischen Hochschule Karlsruhe sowie Abgeordneter und Finanzminister des Großherzogtums Baden.

## Leben

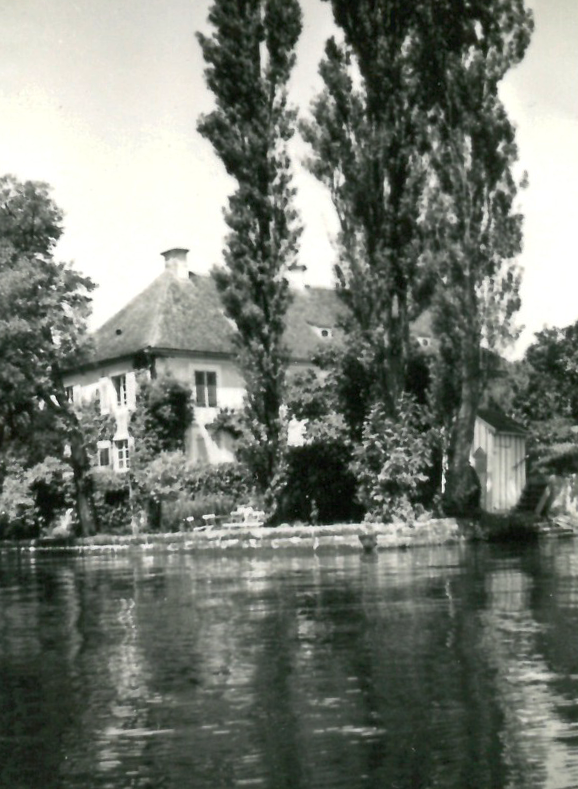
Haus der Familie Honsell, Insel Reichenau, ca. 1940

Seine Kindheit und Jugend verbrachte Max Honsell mit drei Brüdern und einer Schwester als Sohn des Hofgerichtsrats Carl Honsell in Konstanz oder an den Wochenenden auf der nahegelegenen Bodenseeinsel Reichenau, wo die Familie ein großes Haus direkt am See hatte. Sein beruflicher Wirkungsort war die badische Haupt- und Residenzstadt Karlsruhe. Dort starb er im Alter von nur 66 Jahren infolge einer langanhaltenden, schmerzhaften Sarkomerkrankung.
Seine Frau, Sophie Honsell, war die Tochter des Kreis- und Hofgerichtsrats Bernhard August Prestinari. Die Reichenau-Schriftstellerin Lilly Braumann-Honsell war seine Nichte.
Immer wieder spielten Mitglieder der Familie eine Rolle in der badischen Politik. Schon sein Schwiegervater Bernhard August Prestinari und sein Onkel Eugen von Seyfried waren Mitglieder der Badischen Ständeversammlung. Seine Tochter Luitgard Himmelheber engagierte sich in der Frauenpolitik und war eine der ersten zehn weiblichen Vertreterinnen im Stadtrat von Karlsruhe.
Die Ingenieurstradition setzte sich nicht zuletzt in seinem Enkel Max Himmelheber fort, der aus den Erfahrungen der elterlichen Möbelfabrik heraus die Spanplatte erfand.

## Werk

### Technisch
Honsell war ein Absolvent der Polytechnischen Schule Karlsruhe. Er trat 1865 in den Dienst der Großherzoglich Badischen Oberdirektion des Wasser- und Straßenbaues ein und übernahm dort rasch Verantwortung.
Er plante und leitete den Bau des Karlsruher Rheinhafens und den Ausbau des Mannheimer Hafens.
Die von Johann Gottfried Tulla begonnene Korrektion des Oberrheins war in großen Teilen schon abgeschlossen, allerdings führte Honsell sie zu Ende, korrigierte sie, wo neue Herausforderungen entstanden und verteidigte sie auf der Basis wissenschaftlicher Untersuchungen.
Seine größte wasserbauliche Leistung besteht in der Schiffbarmachung des Oberrheins von Mannheim aufwärts bis Straßburg, wofür er die Planung erstellte, in der er eine Niederwasserfahrrinne entworfen hat. Die Fertigstellung der Ausführung der 1907 begonnenen Honsell’schen Rheinregulierung erlebte er nicht mehr. Die ersten Schleppschiffe verkehrten ab 1913. Honsell musste sich lange von Amts wegen zurückhalten in der Frage der Frachtschifffahrt oberhalb des im badischen Mannheim gelegenen Endpunkts. Erst mit dem Auftauchen eines Plans für einen linksrheinischen Kanal auf elsässischer Seite beim 3. Schiffahrtskongress 1888 in Frankfurt am Main ließ sich der Großherzog davon überzeugen, dass eine Schifffahrt auf einem regulierten Rhein – an der Baden dann auch Teil haben konnte – allemal besser war, als ein Kanal, der an Baden vorbei führte. Mit der Rheinregulierung setzte sich Baden gegenüber den Kanal-Projekten durch. Die fachliche Begründung dazu lieferte Honsell unter anderem in der renommierten Fachzeitschrift Centralblatt der Bauverwaltung in einem auf mehrere aufeinanderfolgende Ausgaben verteilten Aufsatz. Nach dem Ersten Weltkrieg setzte Frankreich über den Versailler Vertrag 1919 allerdings die totale Nutzung des Rheins für sich durch und baute ab 1928 den Rheinseitenkanal mit zum Teil verheerenden Umweltfolgen.
Alle baulichen Maßnahmen wurden von Honsell auf ihren volkswirtschaftlichen Nutzen hin überprüft und, wenn dieser nicht erkennbar war, abgelehnt.
Ab 1886 richtete er eine systematische Pegelbeobachtung ein und verbesserte den Hochwassernachrichtendienst am Rhein.

### Organisatorisch
Neben seiner – auch international – rasch anerkannten fachlichen Autorität besaß er ein hohes Maß an organisatorischem Geschick und Durchsetzungsvermögen. So ordnete er die Verwaltung und Aufsicht über die badischen Wasserwege neu, in dem er sie zumindest für die badische Hauptwasserstraße, den Rhein, zunächst vom Straßenbau trennte und auf drei Rheinbauinspektionen konzentrierte. Nach den verheerenden Hochwasserkatastrophen der Jahre 1882 und 1883 nutzte Honsell die Gunst der Stunde und setzte 1883 die Gründung des Zentralbüros für Meteorologie und Hydrographie durch und übernahm dessen Leitung.

### Wissenschaftlich
Das badische Büro war das führende Amt auf dem Gebiet des Wasserbaus in Deutschland. Am 9. März 1883 beschloss der Reichstag die Einsetzung einer Reichskommission zur Untersuchung der Stromverhältnisse des Rheins und seiner wichtigsten Nebenflüsse, in der Honsell und sein wissenschaftlicher Hilfsarbeiter Maximilian von Tein die Hauptarbeit leisteten. Die Ergebnisse der Untersuchung wurden in acht „Heften“ (tatsächlich teilweise mehrbändige Bücher) herausgegeben. Diese Arbeiten sind auch heute noch von grundlegender Bedeutung, was die Hochwasserereignisse und den Hochwasserschutz im 19. Jh. in diesem Raum betrifft. Hinsichtlich des Rheins wurde ein weiterer wesentlicher Schritt erst wieder in den 1970er Jahren von der ‚Hochwasserstudienkommission für den Rhein’ unternommen.
Durch Kaiser Wilhelm I. wurde er 1883 zum außerordentlichen Mitglied der Preußischen Akademie des Bauwesens ernannt.
Von 1887 bis zur Übernahme des Finanzministeriums war er Professor für Wasserbau an der Technischen Hochschule Karlsruhe. In Anerkennung seiner wissenschaftlichen Leistung verlieh ihm die Technische Hochschule Karlsruhe im November 1906 die Ehrendoktorwürde (als Dr.-Ing. E.h.).
Mit der Studie Der Bodensee und die Tieferlegung seiner Hochwasserstände schlug Honsell 1879 eines von bis heute (2017) mindestens neun Projekten zur Bodensee-Regulierung vor. Keines davon ist je zur Ausführung gekommen, weil die Interessen der vielen beteiligten Anrainer offenbar zu unterschiedlich sind und inzwischen die Angst vor einem nicht wieder gutzumachenden Schaden wohl auch zu groß geworden ist. Nichtsdestoweniger flammt die Diskussion dazu bei jedem Hochwasser erneut auf, zuletzt 1999.
Europaweit galt Honsell als ausgewiesener Experte im Flussbau und der Binnenschifffahrt. Aus diesem Grund wurde er häufig als Gutachter in Kommissionen im ganzen deutschsprachigen Raum berufen: Österreich, Schweiz, Württemberg, die beiden Hessen, Köln und andere. Einen Ruf an die Wiener Technische Hochschule (1891) und einen an die Technische Hochschule in München (1896) lehnte er jeweils ab.
Schon in seinen ersten Berufsjahren, noch als einfacher Ingenieur der Inspektion Mannheim, übersetzte und veröffentlichte er in den Jahren des Deutsch-Französischen Krieges 1871 den in Frankreich preisgekrönten Artikel des französischen Wasserbauingenieurs Louis Fargue, bei dem er 1869 in einem fünfmonatigen Studienaufenthalt sehr viel für seine künftige Arbeit gelernt hatte.

### Politisch
Am 1. Mai 1902 hielt Max Honsell den Festvortrag zur Feier anlässlich des 50-jährigen Regierungsjubiläums des Großherzogs Friedrich in dessen Anwesenheit in der Aula der Technischen Hochschule Karlsruhe. Neben der offensichtlichen persönlichen Wertschätzung für Max Honsell zeigte der Vortrag aber auch, welch hohe Bedeutung Friedrich I. der technischen Entwicklung zumaß, indem er die Hochschule zu einem Zentrum seines Regierungsjubiläums machte.
Honsell war von 1903 bis 1906 vom Großherzog berufenes Mitglied der Ersten Badischen Kammer, als Kommission wählte er für sich die Budgetkommission. Einer politischen Partei gehörte er jedoch nie an.
Im Oktober 1906 ernannte ihn der Großherzog zum badischen Finanzminister. Er war der erste Ingenieur auf diesem Posten, den er bis zu seinem Tod ausfüllte.

#### Wissenschaftliche Politikberatung
Die (fragwürdige) wissenschaftliche Begründung des Rheinhochwassers von 1882/1883 als Folge außergewöhnlich hoher Niederschläge, die der Abgeordnete Georg Thilenius im deutschen Reichstag anhand von Diagrammen aus Max Honsells Schrift Hochwasser-Katastrophen veranschaulichte, gilt als ein frühes Beispiel wissenschaftlicher Politikberatung in Deutschland.

#### Öffentliche Wahrnehmung: Ein „Honselle“
Als Finanzminister machte sich Max Honsell wenig Freunde. Seine Amtszeit war zunächst geprägt von zurückgehenden Staatseinnahmen und explodierenden Staatsausgaben. Besonders im Bereich der Eisenbahnen hatte sich Baden über seine Verhältnisse engagiert. Seine Aufgabe als Finanzminister bestand in der Sanierung der Staatskasse – er ist deshalb auch als „Sparminister“ bezeichnet worden. Die Beamten ärgerten sich über die Streichung so mancher Privilegien. Mit dem 1. Januar 1909 trat das Gesetz die Kosten der Dienstreisen und Umzüge der Beamten betreffend in Kraft. Demnach wurden Tagessätze von Dienstreisen nicht mehr pauschal gewährt, sondern gestuft nach tatsächlicher Dauer „des auswärtigen Geschäfts (einschließlich der erforderlichen Ruhepausen und etwaigen Wartezeiten auf den Abgang des Zuges usw.)“ In Daxlanden: Die Ortsgeschichte heißt es dazu: Die verärgerten Beamten entdeckten bald, dass sie, wenn sie eine Dienstreise durch eine Rast im Wirtshaus etwas ausdehnten, mit dem Unterschiedsbetrag im gestuften Tagegeld ihren Verzehr bezahlen konnten. Das bei dieser Gelegenheit genossene „Viertele“ wurde so zum „Honselle“.

## Ehrungen
Vor allem, aber nicht nur, für seine Verdienste als Wasserbauingenieur wurde er von vielen europäischen Häusern mit Orden ausgezeichnet.
- Ritterkreuz I. Klasse des Ordens der Württembergischen Krone am 10. November 1881
- Komturkreuz II. Klasse des württembergischen Friedrichs-Orden am 7. November 1888
- preußischer Roter Adlerorden II. Klasse am 13. September 1893
- II. Klasse mit Stern des bayerischen Verdienstordens vom Heiligen Michael am 10. Juni 1894
- Komturkreuz mit Stern des österreich-ungarischen Franz-Joseph-Ordens am 1. August 1897
- badisches Großkreuz des Ordens vom Zähringer Löwen am 21. Dezember 1907
- preußischer Kronenorden I. Klasse am 12. Mai 1908
- Großkreuz des Großherzoglich Hessischen Verdienstordens am 6. Juni 1908
- Großkreuz des sächsischen Albrechts-Ordens am 31. März 1909

Nach ihm sind in Karlsruhe eine Straße, eine Brücke und auch ein Messschiff benannt, das den Rhein und den Neckar befährt, um die Wassergüte zu überwachen. Frankfurt am Main hat sowohl die Honsellstraße als auch die Honsellbrücke nach Max Honsell benannt. Außerdem haben Rastatt und Kehl je eine Honsellstraße.